# Бровари
Броварѝ е град в Киевска област, Украйна, най-големият сателитен град на Киев, най-големият град на Киевската агломерация след столицата, център на Броварски район и Броварска градска общност.
Населението му е 109 806 жители (2021 г.) Намира се в часова зона UTC+2. Споменат е за първи път през 1628 г., а получава статут на град през 1955 г.

## Местоположение
Град Бровари се намира в северната част на Украйна, на запад граничи с Киев, на север със село Калиновка, на изток със селата Перемога, Квитневе и Красиловка, на юг с Княжичи и Требухов.
От север и запад градът е заобиколен от гори, предимно иглолистни, на юг и изток – степна зона. През града не тече река, вместо това има няколко малки езера с обща площ от 12 хектара.
Релефът на града е предимно равнинен, има само няколко хълма. Най-високата точка на града е 138 метра над морското равнище (на ъгъла на улиците Киевска и Лисова), най-ниската е 108 метра (в района на радиостанцията)
Териториално град Бровари е разделен на 10 исторически микрорайона.

## Икономика

### Транспорт
Бровари се пресичат от магистрала M01 с международно значение (Киев – Чернигов – Нови Яриловичи), която е част от европейските магистрали E95 и E101, и магистрала H07 с национално значение (Киев – Суми – Юнаковка).
През града минава железопътната линия Дарница – Нежин. В границите на Бровари на него са разположени гара Бровари и спирка платформа Княжичи. Железопътното движение в Бровари работи от 1868 г., електрифицирано през 1957 г.
Основният обществен транспорт на града: Броварските маршрутни таксита осигуряват както вътреградски превоз на пътници, така и свързване на града с Киев и някои села от района на Броварски. Към 2020 г. има 5 вътрешноградски, 11 нетранзитни крайградски автобусни маршрута, свързващи с Киев, и 6 крайградски вътрешнообластни маршрута. Автопаркът включва повече от 300 автобуса и микробуса, главно: Богдан А092, Богдан А092, ЗАЗ А07А I-Van, БАЗ-А079, Рута 25 и няколко десетки други автобуси.

### Индустрия
Бровари е важен икономически център на Киевска област, градът има 2987 предприятия и организации. Химическата промишленост, машиностроенето, капиталното жилищно строителство и дървообработването са се развили значително тук. Предприятията от хранително-вкусовата промишленост осигуряват местните нужди. Голяма фабрика за производство на безалкохолни и газирани напитки на Coca-Cola "Coca-Cola Beverages Ukraine Limited" работи близо до Бровари във Велика Димерка. Бровари е на първо място в района на Киев по преки чуждестранни инвестиции.
Продуктите на броварските предприятия са широко известни – продукти от въглеродни материали, огнеупорни съединения, термопластични тръби, полимерни филми, кранове на пътя, хладилни камери, мебели, заготовки, трикотаж, вестникарски продукти, хлебни изделия, млечни продукти. Освен това три от десетте най-успешни предприятия за производство на обувки в Украйна се намират в града.
От 2010 г. компанията Softex-Aero произвежда многоцелеви хеликоптери: VV-2, V-52, V-22 и самолети от бизнес клас: V-24/V-24L в Бровари.
От 2018 г. компанията Ukrspetstechnika започна производството на специална и комунална техника.
През 2020 г. предприятието Polytechnoservice в Бровари започна производството на собствени тролейбуси марка PTS.

## Руската инвазия в Украйна 2022 г.
През март 2022 г. руските войски навлязоха в Броварски район. Част от селата близо до Бровари бяха окупирани и там се водеха битки.
Защитата на Бровари е част от битката за Киев. На 10 март 2022 г. руснаците започнаха масова атака върху град Бровари, но пострадаха поражение. Колоната с руска техника беше спряна на магистрала М01, който води към Бровари и Киев, близо до село Скибин, в резултат на което руснаците пострадаха от значителни загуби и бяха принудени да се върнат в превзетите преди села. Най-голямото разрушение по време на руската окупация на Броварски район понасяха селата Богдановка, Велика Димерка и Залисся, които се намират близо до път М01. Оттам беше организирано евакуирането на населението към града. Бровари и близките села бяха подложени на множество въздушни удари и артилерийски обстрел.
В боевете участваха 72 отделна механизирана бригада на името на Черния Запорожец, полк „Азов“ и бригади за териториална отбрана, формирани от местни доброволци. В чест на 72 ОМБр е кръстена улица в Бровари.
В края на март 2022 г. руснаците започнаха отстъплението си от територията на Броварски район, без да превземат град Бровари.
- Бомбардировка на Бровари, 28 февруари 2022 г.
- Горяща техника на въоръжените сили на Руската федерация, Броварски район
- Пожар в църквата „Свети Георги“ (1873) след обстрела, 7 март 2022 г.
- Хранителен склад в село Квитневе след обстрела, 12 март 2022 г.
- Защита на Бровари. Скибин, магистрала М01, 10 март 2022 г.
- Евакуация на местното население от Броварски район, 13 март 2022 г.
- Изоставен руски танк, Броварски район, с. Плоске
- Улиците на Богдановка след руската окупация
- Разрушена къща във Велика Димерка, Броварски район
- Последици от въздушния удар по Баришивка
- Велика Димерка след руската окупация
- Улиците на Велика Димерка след руската окупация

## Галерия
- Парк на победата
- Нов квартал на град Бровари
- Бровари
- Парк на името на Тарас Шевченко
- Районна прокуратура на Бровари
- Храм Света Покрова
- Катедралата на Светите апостоли Петър и Павел